# Klenová (Slovacchia)
Klenová (in ungherese Kelen) è un comune della Slovacchia facente parte del distretto di Snina, nella regione di Prešov.